# Wilhelm Christian Justus Chrysander
Wilhelm Christian Justus Chrysander (* 9. Dezember 1718 in Göddeckenrode; † 10. Dezember 1788 in Kiel) war ein deutscher lutherischer Theologe, Mathematiker und Orientalist.

## Leben
Wilhelm Christian Justus Vorfahren hießen ursprünglich Mangold (Goldmann). Sein Ur-Ur-Großvater Magister Johann Chrysander, ein gekrönter Dichter in Berlstedt, hatte den Familiennamen, als Gelehrtennamen gräziert und an seine Nachkommenschaft übertragen. So erhielt Wilhelm Christian Justus Ur-Großvater Christian, welcher als Kantor an der Michaeliskirche in Erfurt arbeitete und als Rektor der Schule in Ohrdruf starb, ebenfalls den Nachnamen Chrysander. Dieser gab ihn dessen Sohn Christoph Jakob (* September 1640 Ohrdruf; † 24. September 1720 in Abbenrode) weiter, welcher ab dem 6. Juni 1659 in Helmstedt studierte und als Pfarrer in Abbenrode wirkte. Aus dessen Ehe mit Genoveva Ritter, stammt neben neun weiteren Kindern unter anderem Wilhelm Christian Justus Vater Christoph Heinrich Chrysander (* 2. April 1680 in Abbenrode; † 23. März 1728 in Göddeckenrode). Dieser hatte das Gymnasium in Quedlinburg besucht, am 8. Juni 1699 an der Universität Halle, sowie am 17. September 1701 an der Universität Helmstedt studiert und wurde Pfarrer in Göddeckenrode. Aus seiner am 14. Mai 1715 geschlossenen Ehe mit Lucia von Pauli (* 20. April 1690 in Braunschweig; † 7. April 1769), die Tochter des Braunschweiger Ratsherrn Julius von Pauli, stammen vier Söhne und drei Töchter. Darunter befand sich unter anderem Wilhelm Christian Justus. 
Die erste Ausbildung empfing Wilhelm Christian Justus im Elternhaus und durch Privatlehrer. Nach dem Tod des Vaters wurde er auf die Schule nach Hornburg geschickt. Ab dem 29. Mai 1731 besuchte er die Aegidienschule in Braunschweig und ab dem 28. Juni 1732 das Martinsgymnasium ebenda. In Braunschweig erhielt er zudem eine musikalische Ausbildung, wechselte 1735 an die Klosterschule Ilfeld, wo er mit Erlaubnis des Administrators des Klosters Ilfeld Gerhard Andreas von Reiche (* 20. Januar 1691 in Hannover; † 30. Juli 1770 in Ilfeld) die dortige Klosterbibliothek benutzen konnte. Mit umfangreichen Kenntnissen ausgestattet bezog er 1738 die Universität Halle, kam im Haus von Christian Benedikt Michaelis unter und konzentrierte sich vor allem auf das Studium der Philosophie, der Orientalistik und Theologie. Hierzu besuchte er vor allem Vorlesungen von Alexander Gottlieb Baumgarten zur Philosophie und Logik, bei Georg Friedrich Meier beschäftigte er sich mit Metaphysik, Mathematik und Naturrecht, von Johann Gottlob Krüger, Christian Wolff und Christian Gottlob Semler (* 26. November 1715 in Halle (Saale); † 1782) erhielt er weitere Einblicke in die Naturlehre. 
In das theologische Seminar aufgenommen, machte er sich bei Christian Benedikt Michaelis, Johann Heinrich Callenberg und Johann David Michaelis mit den morgenländischen Sprachen vertraut, erhielt von Siegmund Jakob Baumgarten weitere Einblicke in die Kirchengeschichte, wurde von Joachim Lange in Dogmatik und theologischer Ethik geschult und setzte sich bei Benedikt Gottlieb Clauswitz mit der evangelischen Streittheologie auseinander. Zur Bereicherung seines Wissens absolvierte er juristische Vorlesungen bei Johann Gottlieb Heineccius, zur Physiologie bei Johann Heinrich Schulze und erhielt von dem Rabbiner Abraham Treliz eine umfangreiche Kenntnis des Judentums und deren Talmud. Am 22. November 1738 wurde er Mitglied der lateinischen Gesellschaft, wurde Zensor der Gesellschaft und erhielt die Aufsicht über die Bibliothek derselben. Am 27. September 1741 verließ er Halle, reiste über Leipzig, Merseburg, Wolfenbüttel an die Universität Helmstedt, wo er sich am 2. November 1741 immatrikulierte. Hier wurde Johann Lorenz von Mosheim sein theologischer Ausbilder, bei Johann Nicolaus Frobesius vervollständigte er seine Kenntnisse zur Experimentalphysik und Metaphysik, bei Julius Karl Schläger erweiterte er sein Wissen über jüdische Altertümer und übte sich bei Christoph Timotheus Seidel im Predigen. 
Am 20. September 1742 erwarb er sich den akademischen Grad eines Magisters der philosophischen Wissenschaften und habilitierte sich im Folgejahr als Magister legens. Am 18. April 1744 wurde er als Kollaborator des Hauptpastors Christoph Timotheus Seidel  an der Stephanskirche in Helmstedt berufen, wozu er am 4. Mai desselben Jahres in Wolfenbüttel vom Oberhofprediger Philipp Ludwig Dreyßigmark (* 14. April 1676 in Volkmerode; † 23. August 1750 in Riddagshausen) seine theologische Prüfung ablegte und am 11. August ordiniert wurde. Neben seiner theologischen Verpflichtung, hielt er in Helmstedt Vorlesungen. Am 28. Oktober 1747 erhielt er zudem die Erlaubnis theologische Vorlesungen zu halten, jedoch folgte er einen an ihn am 1. März 1750 erfolgten Ruf als Professor der Philosophie, der Mathematik und der morgenländischen Sprachen, sowie außerordentlicher Professor der Theologie an die Universität Rinteln. In Rinteln wurde er am 7. April 1751 Doktor der Theologie und übernahm zudem am 20. Juni desselben Jahres eine ordentliche theologische Professur.  Als Konrad Friedrich Ernst Bierling 1755 starb, rückte Chrysander in die zweite theologische Professur in Rinteln. Am 2. Februar 1768 erhielt er einen Ruf als erster Professor der Theologie und Philologie an die Universität Kiel, wo er Schleswig-hollsteiner Konsistorialrat wurde.
Zu seinen Werken zählen neben vielen weiteren eine Jüdisch-Teutsche Grammatick und ein Werk über den Unterricht vom Nutzen des Juden-Teutschen, die als Hilfsmittel für den Sprachunterricht gedruckt wurden. Sie enthalten sowohl Wörterlisten der hebräisch-deutschen Hybridbildungen und der romanischen und slawischen Elemente im Vokabular, als auch eine umfassende Bibliographie jiddischer Bücher aus dem 15. und 16. Jahrhundert.

## Familie
Chrysander verheiratete sich am 7. Januar 1752 in Celle mit Dorothea Maria Louise Haccius (* 4. Oktober 1731 in Ratzeburg; † 20. Januar 1785 in Kiel), die Tochter des Pfarrers in Ratzeburg Johann Jacob Haccius (* 18. Oktober 1700 in Ratzeburg; † 30. Dezember 1770 in Lübeck) und dessen am 26. Oktober 1730 geheirateten Dorothea Johanette von Wüllen (* 15. Januar 1714 in Lauenau; † 13. Januar 1785 in Gestorf). Aus der Ehe stammen Kinder. Von diesen kennt man: 
- Ludwig Johann Christoph Chrysander (* 3. August 1753 in Rinteln; † 28. Januar 1789 in Probsteierhagen) Pfarrer Probsteierhagen, verheiratet mit Anna Katharina Hirschfeld
- Dorothea Luise Charlotte Chrysander (* 17. April 1758 in Rinteln; † 20. April 1758 ebd.)
- Christoph Daniel Wilhelm Chrysander (* 18. Dezember 1761 in Rinteln; † 16. November 1764 ebd.)

## Werke (Auswahl)
- Ferales numeri quibus funeri etc. Nordhausen 1738
- Taedae iugales. Halle (Saale) 1738 (ein Griech. Hochzeitgedicht, Online)
- Oratio graeca valed. in Paed. Ilefeld. de numinis timore filiali ad Ps. 111, 10. Halle (Saale) 1739
- Oratio de sortibus veterum. Halle (Saale) 1740 (Online)
- Oratio de sortibus : qua in consessu Societatis Latinae, quae Halae floret, habita. Halle 1740 ()
- Memorabilia anni 1740, metro decantata. Halle (Saale) 1741
- Commentat. de patiiciis medici aevi. Halle (Saale) 1741
- Diss. de longaevitate ante-diluvianorum. Halle (Saale) 1741 (Online)
- De C. Jul. Caesare tyranno non scelesto contra cel. G. A. Nieuport. Helmstedt 1742 (Online)
- Diss. de ignoratione immortalitatis animorum et resurrectione corporum a Clerico et Warburton Jobo et aevo Jobaeo temere impacta. Helmstedt 1742
- Conspectus Prorectorum Academiae Juliae usque ad A. 1742. Helmstedt 1742 (Online)
- Dissertatio Theologica De Primo Primorvm Hominvm Peccato. Helmstedt 1743 (Präside: Christoph Timotheus Seidel, Online)
- Diss. philol. de connubio Josephi ac Mariae vero. Helmstedt 1743 (Online), Vermehrt unter dem Titel: Commentatio philollogico theologica de sapientia Dei in connubio Josephi ac Mariae admiranda, cum indice gemino. Helmstedt 1744 (Online)
- Der Mangel der rechten Erkenntniss Gottes, als eine Quelle des ungöttlichen Wesens unter den Menschen. Salzwedel 1743 (eine Predigt)
- Periculum exegetico - dogmaticum de primo primorum hominum peccato. Helmstedt 1744
- Diss. de magistratu politico, e nomine Hebr. Elohim derivata. Helmstedt 1744
- Ecloga epistolica de naulo Charontis. Helmstedt 1745, 1746
- Hier. Andreae Commentatio de potestate patris in filiam maritatam. Ed. 2. cum vita auct.. Helmstedt 1745 (Online)
- Diss. Hermeneutica de repraesentatione actionis, h. e. pronuntiationis ac gestus, tanquam subsidio exegetico. Helmstedt 1746 (Resp. Friedrich Nicolaus Taubert, Online)
- Collaboratoris Prot-Ecclesiasticae Helmstadiensis Exercitatio Academica De Repraesentatione Actionis, Hoc Est Pronvnciationis Ac Gestvs, Tamqvam Svbsidio Hermenevtico. Svpplemento Et Indice Avcta. Helmstedt 1746 (Online)
- Vulnera Academiae Juliae, et mortibus et discessibus Proff. inflicta, ordine chronologico. Helmstedt 1746 (Online)
- Lumina Acad. Juliae Carolinae, in synopsi exbibita, una-cum indice alpbabetico. Helmstedt 1746 (Online)
- Ministri ecclesiae Helmstadiensis, inde ab eo tempore,quo purioribus sacris addicta est. Helmstedt 1747 (Online)
- Meditatio de consilio Dei in conservandis lenibus. Helmstedt 1747
- Epimetrum et index ad Joh. Wolfg. Kippingii Spicilegium juris ecclesiaitici recte constituendi. Helmstedt 1747
- Satura historica de numinis admirabili circa orpbanos pauperculos providentia. Helmstedt 1747
- Ultima verba ad Paedagogium Regio - Electorale, quod llfeldae ad fauces Hercyniae floret. Praecedit Oratio Graeca de numinis timore filiali, sapientiae studiosis maxime necessario, in Ps. CXI, 10. Helmstedt 1747
- Plutarchi Selectae vitae parallelae, in usum Collegii Carolini Brunsivicensis iussu et impensis Seren. Ducis recensae; graecis marginalibus nune primum elaboratis, instructae, cum praefat. graeca. Helmstedt 1747
- Plutarchu Chairōneōs Bioi Parallēaoi. Vitae Comparatae Solonis Et Poplicolae Demosthenis Et Ciceronis Atque Cai Julii Caesaris In Usum Collegii Carolini. Helmstedt 1747 (Online)
- Symbola philologica de templo mortis apud Lacedaemonios. Göttingen 1748 (Vita Ernst August Rockenfuss, Online)
- Abbreviaturae quaedam in scriptis Judaicis usitatiores atque ordine alph. digestae. Halle (Saale) 1748 (Online)
- De Qvaestione, Cur Jesvs Anno Demvm Aetatis Suae XXX Doctoris Pvblici Mvnvs Aggressvs Sit?: Diacrisis, Comes Piae Acclamationis, Qva Viro Svmme Reverendo, Amplissimo Atqve Doctissimo Iohanni Georgio Oldekop, ... Brvnsvico-Lvnebvrgensis Longe ... Svmmos in Theologia Honores Die X Decembris A. MDCCXXXXVIII. In Academia Ivlia Carolina Ipsi Collatos Decentissime Gratvlabatvr M. Wilhelmvs Christianvs Chrysander, Collaborator in Pastoratv Ad Ecclesiam Metropolitanam, Qvae Est Helmstadii. (Helmstedt) 1748 (Online)
- Diptycha professorum Theologiae, qui in Academia Julia, inde a natali eius usque ad hoc tempus docuerunt, conscripta variisque interspersis monitis et observationibus illustrata. Wolfenbüttel 1748 (Online)
- Disquisitio historico - philologica de vera origine ac potestate nominis Burse, quo litterarum studiosi academici insigniri solent. Halle (Saale) 1748 Eine neue Ausg. scheint folgende Schrift zu sein: Philologema ctymologico - historicum de Bursseis academicis gladiatis. Woher die Studenten aus Univerfitaten Burssen heissen? ac de nonnullis aliis rebus, ad Academias Germanicas spectantibus. Rinteln 1751 (Online)
- Malleus obstinationis J. Clerici et W. Warburtoni in sententia de theologia aevi Jobaei. Leipzig und Frankfurt 1748
- Designatio scriptorum edltorum. Halle (Saale) 1748, Rinteln 1751, Rinteln und Herford 1761
- Diatribe Theologica De Vero Samvele Post Mortem Svam Cvm Savle Colloqvente. Ad Locvm Vexatvm I. Sam. XXVIII, 5 - 19 Illvstrandvm Comparata. Helmstedt 1749 (Online)
- Diacrisis de quaestione, cur Jesus anno demum aetatis suae XXX doctoris publici munus aggressus sit. Helmstedt 1749
- Diacrisis philologico - theologica de Doctoratu Christi tricenarii; una cum triga observationum. Braunschweig 1749 (Online)
  - de die, quo lapsus Protoplastorum contigisie videtur.
  - de primo primorum hominum die pleno, nimirum Sabbato, mysterio pleno.
  - de euphemismis Christi empliaticis.
- Schediasma de eo, quod dysphemismus a scriptoribus sacris non evitatus, sit indicium sinceritatis eorum. Helmstedt 1749
- Commentatio exegetica de Achaso, non tam hypocrita, quam perfrictae frontis homine, ad illustrandum locum Jes. VII, 12. proposita. Frankfurt und Leipzig (Helmstedt) 1749
- Hypomnema historico - philologicum de primo scripto Arabico, quod in Gennania typis exculum est, tit. Bismilabi Walibni Warruchilkudusi Ilahen Wahhiden. Risaltu Baulusarrasuli ila ahli Galatijati; Epistola Pauli ad Galatas 1583. Halle (Saale) 1749 (Online)
- Diss. philol. de eo, quod iustum est circa distinctionem Imanuelis et Schear. Jaschubi, vindicans verum sensum oraculi praegnantis Jes. VII, 14. 15. 16. Helmstedt 1750 (Online)
- Entwurf der Uebereinstimmung des Papstthums und jetzigen Judenthums. Helmstedt 1750
- Progr. I de abstractione Christiana, tam necessario quam sublimi negotio, ad Ebr. II, 25. 26. Rom. IV, 19. Rinteln 1750
- Progr. II de abstractione Christiana, tam necessario quam sublimi negotio, ad Ebr. II, 25. 26. Rom. IV, 19. Rinteln 1750
- Progr. III de abstractione Christiana, tam necessario quam sublimi negotio, ad Ebr. II, 25. 26. Rom. IV, 19. Rinteln 1761
- Oratio de desideriis in campo mathematico — solemniter recitata, scholiisque nonnullis deinde respersa. Rinteln 1750
- Unterricht vom Nutzen des Juden • Teutschen, der besonders Studiosos Theologiae anreitzen kann, sich dasselbe bekannt zu machen; nebst einem Anhang von der Verpflichtung der Christen, und besonders der Studiosorum Theologiae gegen die Juden. Wolfenbüttel 1750
- Jüdisch - Teutsche Grammatik. Leipzig und Wolfenbüttel 1750 (Online)
- Diss. theol. inaug. de vera forma atque emphasi nominis Jesu. Rinteln 1751
- Die Wiedergeburt der Welt durch die Geburt Jesu. Rinteln 1751
- Diss. theol vindicans, baptismum non esse meram cerimoniam, indignae nuperi scriptoris illustris assertioni opposita. Rinteln 1751 (Resp. Johann Michael de Loen)
- Die Ehre Gottes an frommen Alten, betrachtet; nebst doppeltem Register. Rinteln 1751
- . . . Vita Numae Graece; e Plutarcho seorsim in usum auditorii recensuit. Rinteln 1751
- Grundlage Sonn- und Festtäglicher Predigten über die ordentlichen Evangelia durrhs ganze Jahr, so bey dem Vormittags - Gottesdienste in der Hauptkirche S. Stephani zu Helmstädt gehalten sind. Helmstedt 1751
- Trost und Schrecken in der grossen Wahrheit: Christus ist gen Himmel gefahren, ward in einer Predigt - aus dem ordentl. Fest Evangelio Marc. 16, 14-20. vorgestellet. Bremen 1751, 1754
- Idea encyclopaediae mathematicae, in tabula synoptica, in usum auditorum. Rinteln 1751, Celle 1752 (Online)
- Prolegomena zu einem Collegio über die Hebräische Accentuation, oder Untersuchung von dem Alterthum und der Brauchbarkeit der Hebräischen Accente. Bremen 1751
- Conspectus omnium Academiae Ernetinae, quae Rintelii floret, Profefforum tam vivorum quam mortuorum. Rinteln 1752
- Genaue Uebersetzung und bucbstäblicher Wortverstand des Propbeten Habakuk; nebst einigen Anmerkungen in einem Collegio cursorio an die Hand gegeben. Rinteln und Leipzig 1752
- Diss. philol. de plusquamperfecto, loco praeteriti, varia scripturae s. loca expediente. Rinteln 1752
- Schriftmassigje Abhanrullung von der unendlichen Fürtreffliebkeit der Gerechtigkeit Christi über Matth. 5, 20-26. Rinteln 1754, Braunschweig 1758
- Erbauungs - Stunden auf die vier Hoch-Feste des Jahrs, Weyhnachten, Ostern, Pfingsten und Christi Himmelfahrt. Celle 1754, 2. Bde.
- Progr. de caussis sapientiae doctrinae in procrastinatione excidii Hierosolymitani cultusque Levitici post consummationem Messiae disquisitio. Rinteln 1754
- Dispositiones über die Sonn- und Festtäglichen Evangelia, durchs ganze Jahr. Nebst einem Anhange von Buss- Passion- und Leichen-Predigten. Herausgegeben von Fried. Phil. Klee. Zelle 1754, 1759
- Die göttliche Gnade in dem, der Evangelischen Kirche im J. 1755 geschenkten, und seit 200 Jahren annoch bestehenden Religions-Frieden wurde aus den Worten Col. 1, 2. in den öffentlichen Collegio ascetico vorgestellet. Rinteln 1755
- Diss. apologetico - philologica de lexico divinitus inspirato, ad certitudinem scripturae sacrae baud necessario. Rinteln 1756
- Allgemeines Tisch-Gebet - Buch für Kinder und Erwachsene, aufs ganze Jahr: Mit einer Vorrede und historisch - moralischem Anhange vom Tisch - Gebet der Heyden, Türken, Juden und ersten Christen begleitet. Celle 1757
- Charfreytags - Betrachtungen von dem Geheimnisse der Dornen - Krone Christi. Celle 1758, 1762
- Der nutzbarste Beweis der Wahrheit der christlichen Religion. (Hannover) 1750
- Die Auferstehung Christi, als eine Grund - Veste der ganzen christlichen Religion, aus Luc. 24, 13-36. vorgestellt. Braunschweig 1759
- Jesus, der Trost Israels in der Todes-Noth; eine Predigt, mit philologisch - exegetischen Anmerkungen; nebst Registern. Halle (Saale) 1759
- Schriftmässige Michaelis - Betrachtung vom Kirchen-Dienst der heiligen Engel; mit philol. exegetischen Anmerkungen begleitet; nebst Registern. Halle (Saale) 1759, 1761
- Warum es bey manchem zu keiner rechten Liebe Christi kommt? Halle (Saale) 1759
- Neue Erbauungs-Stunden aus die hohen Feste des Jahrs. Celle 1759, Wismar 1760–1765, 3. Bde.
- Progr. Paradoxa quaedam in Liturgia Ecclesiae Evangelico-Lutheranae illustrata et vindicata. Rinteln 1759, Deutsch von Aug. Fried. Rosenberg Hamburg 1760
- Paradoxa liturgica Ecclefiae Lutheranae. Rinteln 1759
- Wie man die Hölle an Jesu verdienen könne? mit philologisch- theologischen Anmerkungen. Halle (Saale) 1760, Celle 1763
- Liturgische Bibliothek, worinnen die Kirchen - Ordnungen, welche in des seel. Pastor König's Bibliotheca Agendorum und in der S. T. Hrn. D. Feuerlein's Bibliotheca symbolica ausgelassen worden, zur nützlichen Ergänzung beyder beliebten Hauptbücher beygebracht worden. Hannover 1760 (Online)
- Diss. theol. de exegesi, scientiarum theologicarum praeside. Kiel 1760
- Theologisch - exegetische Abhandlung vom göttlichen Vergeltungsrecht an denen, welche die Erscheinung Christi nicht lieb haben. Celle 1761
- Diss. de fundamento exaltationis Christi hominis majestaticae haud mercenario. Rinteln 1762
- Dissertatio Antithetico-Theologica De Fvndamento Exaltationis Christi Hominis Maiestaticae, Havd Mercenario. Rinteln 1762 (Resp. Eberhard Wilhelm Habicht (Schmalkalden), Online)
- Geographisches Handbüchlein. Schmalkalden 1763
- Von dem Sterbe- u. Begräbniss-Tage Jesu. Celle 1763
- Neueste Erbauungsstunden, mit philologisch - exegetischen Anmerkungen begleitet. Rinteln 1766
- Commentatio de encyclopaedia theologiae. Kiel 1768
- Oratio de Deo in linguis. Kiel 1768
- Diss. Philologema de potestate et usu praepositionum Graecarum separatarum in universo N. T. Kiel 1769
- Concordantiae reales separatarum praepositionum Graecarum in N. T. earumque synoptica explicatio. In supplementum Sal. Glassii Philologiae sacrae aeque ac Chr. Stockii Interpretis Graeci. Helmstedt 1769 (Online)
- Diss. theol. de gloria Dei. Kiel 1769
- Vermehrtes geographisches Handbüchlein. Mühlhausen 1770
- Progr. de notione et nucleo homiliarum. Kiel 1770
- Betrachtungen über die grössten Wohltbaten Gottes im Reiche der Gnaden, worin erwogen wird:

1. die unvergleichliche Gründung unsrer Seligkeit durch die Meuschwerdung des Sohnes Gottes.
2. die hochherrliche Verwandtschaft der Menschen mit Gott durch Christum.
3. der bittere Tod Jesu, als der Grund des evrigen Jubeljabrs der Glaubigen.
4. die treue Bemühung Jesu, den Endzweck seiner Auferstehung an den Menschen zu erreichen.
5. die Beruhigungskraft der Auferstehung Jesu Christi.
6. Jesus, das angenehmste Licht.
7. Wunder über Wunder der Himmelfahrt Christi.
8. die rechte Ansicht der Himmelfahrt Christi.
9. die grossen Thaten Gottes, des heil. Geistes, am ersten Pfingstfest n. T..
10. die grosse Verherrlichung der Wahrhaftigkeit, wie auch der Gottheit Jesu, durch die Begebenheiten am Pfingstfeste.
11. wie Jesus nicht giebt, wie die Welt giebt.
12. die Schönheit der Werke, die in Gott gethan werden.

mit erläuternden philologisch - kritischen Anmerk. in Absicht auf Studirende begleitet. Wismar 1770
- Theologische Betrachtung von dem bittern Tode Jesu, als dem Grunde des ewigen Jubeljahres der Gläubigen, über Marc. 15, 33-37, am Charfreytage; nebst erläut. philologisch - exegetischen Anmerk., in Absicht aus die der Gottesgelahrheit Befliss. Wismar 1770
- Osterbetrachtung von den treuen Bemühungen Jesu, den Endzweck seiner Auferstehung an den Menschen zu erreichen. Wismar 1770
- Diss. de significantia sacrificiorum V. T. Kiel 1770
- Progr. Uberior disquisitio de eo, an Christus vicariis suis actionibus et perpessionibus bumanae suae naturae evectionem ad dextram Dei emeruerit? Kiel 1770
- Diss. de magnificentia creationis ex nihilo. Kiel 1771
- Tabulae theologiae dogmaticae. Kiel 1772
- Progr. de sapieutibus Dei institutis ad perpetuam rerum gravissimarum memoriam. Kiel 1772
- . . . de actis in sextiduo creatoris. Kiel 1773
- Hendekas orationum. Kiel 1774
- De magnificentia creationis ex nihilo meditatio. Hamburg 1774 (Online)
- Antiquarisches Kirchen-Lexikon. 1. Band. Leipzig 1775

## Weblink
- Chrysander bei der Deutschen Digitalen Bibliothek